# Juan de Palafox y Mendoza
Juan de Palafox y Mendoza (Fitero, 24 giugno 1600 – Osma, 1º ottobre 1659) è stato un vescovo cattolico spagnolo.
Ricoprì anche incarichi politici nel Nuovo Mondo. Dal 10 giugno 1642 al 23 novembre 1642 fu viceré della Nuova Spagna, dove lottò contro la corruzione del suo tempo. È stato beatificato il 5 giugno 2011 a El Burgo de Osma.

## Biografia

### Inizi della carriera
Nato in Navarra, Palafox y Mendoza era il figlio naturale di Jaime de Palafox Rebolledo y Proxita de Perellós, II marchese di Ariza (?-1625) e di Ana de Casanate y Espés (1570-1638), anch'essa nobile, in seguito divenuta monaca carmelitana scalza con il nome di Ana de la Madre de Dios. Fu affidato ad una famiglia di mugnai che gli diedero il nome di "Juan", allevandolo per i successivi dieci anni. Il seguito il padre lo riconobbe, e lo portò con sé per educarlo ad Alcalá e Salamanca.
Nel 1626 fu delegato della nobiltà nelle Cortes di Monzón, e poco dopo procuratore presso il Consiglio di Guerra e il Consiglio delle Indie.
Fu ordinato presbitero, divenendo cappellano di Maria d'Austria, sorella del re spagnolo Filippo IV di Spagna, accompagnandola in molti viaggi in Europa. 
Juan de Palafox y Mendoza assunse, alla morte del padre, l'incarico di tutore del fratellastro Juan Francisco Doris de Palafox Rebolledo y Blanes (ca. 1613-ca. 1677), destinato a succedere quale III marchese di Ariza. Si interessò inoltre all'educazione di un figlio di questi, Jaime de Palafox y Cardona, avviandolo alla carriera ecclesiastica.

### Carriera ecclesiastica
Nel 1639 Filippo IV lo nominò vescovo di Puebla, in Messico, e papa Urbano VIII confermò la nomina. Fu consacrato a Madrid il 27 dicembre 1639. Arrivò a Veracruz il 24 giugno 1640, in compagnia del nuovo viceré, Diego López Pacheco Cabrera y Bobadilla, che conobbe durante il viaggio. Fu nominato anche visitador (giudice commissario incaricato dal sovrano) per indagare sull'operato dei due precedenti viceré. Fu vescovo di Puebla dal 1640 al 1655 ed amministratore apostolico di Città del Messico dal 1642 al 1643.
Fondò il convento domenicano di Santa Inés, istituì per legge il seminario di San Juan, e fondò i collegi di San Pedro e San Pablo. Fondò anche la scuola femminile Purísima Concepción operando per il completamento della cattedrale, consacrata il 18 aprile 1649.
Come vescovo, Palafox y Mendoza si distinse per gli sforzi profusi al fine di proteggere i nativi americani dalla crudeltà degli spagnoli, vietando ogni tipo di conversione religiosa diversa dalla persuasione.
In questo ed altri ambiti incontrò l'ostilità dei gesuiti. Palafox per due volte, nel 1647 e nel 1649, si lamentò formalmente con Roma del loro operato. Il Papa però ne rifiutò la censura, e tutto quello che ottenne da Papa Innocenzo X fu un breve scritto (il 14 maggio 1648) in cui si ordinava ai gesuiti di rispettare la giurisdizione episcopale. Il 20 maggio 1655 Palafox ed i gesuiti firmarono un accordo, anche se i dissapori proseguirono. Nello stesso anno i gesuiti riuscirono a farlo trasferire presso la piccola diocesi di Osma in Vecchia Castiglia. Palafox, tra l'altro, prese posizione contro i gesuiti nella controversia dei riti cinesi, dichiarando che l'atteggiamento tollerante dei gesuiti nei confronti dei cinesi che, dopo la conversione al cattolicesimo, continuavano a praticare riti tradizionali di venerazione degli antenati era eretica.
Palafox era un entusiasta patrono delle arti, e fu durante il suo governo a Puebla che la città divenne un centro musicale della Nuova Spagna. Compositori come Juan Gutiérrez de Padilla, maestro de capilla della cattedrale sotto Palafox ed il più noto compositore messicano del XVII secolo, importarono nel Nuovo Mondo gli ultimi stili europei. Palafox credeva fortemente nell'importanza dell'educazione in generale. Fondò la Biblioteca Palafoxiana il 5 settembre 1646, rifornendola di 5000 libri di scienza e filosofia.

### Carriera politica
Come visitador generale, il vescovo Palafox y Mendoza ebbe uno scontro con il viceré Diego López Pacheco Cabrera y Bobadilla nel 1642, accusandolo di cospirazione con il Portogallo, a quei tempi in rivolta contro la Spagna. Palafox affermò di avere ordini dalla Corona, anche se non li mostrò mai.
Giunse segretamente nella capitale e, nella notte tra il 9 ed il 10 giugno, si presentò davanti all'Audiencia presentando i propri sospetti. Ordinò alle guardie di circondare il palazzo del viceré. La mattina seguente il viceré López Pacheco fu informato del fatto che era in arresto, e che il vescovo era diventato arcivescovo di Città del Messico e viceré della Nuova Spagna. I suoi possedimenti erano confiscati ed egli fu trattenuto per qualche tempo prima che gli venisse concesso di tornare in Spagna. Qui fu assolto da tutte le accuse.
Durante il breve regno da viceré, Palafox emanò le leggi che regolavano l'università, l'Audiencia e le professioni legali. Due membri dell'Audiencia rifiutarono le sue riforme, e furono per questo sospesi dall'incarico. Palafox creò dodici compagnie di milizia per proteggere la colonia dalla rivoluzione scoppiata in Portogallo e Catalogna. Distrusse le statue religiose pagane degli indiani, portate nella capitale come trofeo spagnolo di conquista.
Gli successe come viceré García Sarmiento de Sotomayor il 23 novembre 1642, anche se mantenne il titolo di visitador.

## Causa di beatificazione
Nel 1694 Carlo II di Spagna ne chiese la canonizzazione. La richiesta superò i primi livelli garantendo a Palafox il titolo di venerabile, ma fu alla fine rigettata da papa Pio VI su richiesta dei gesuiti. Il processo per la sua canonizzazione rimase bloccato per secoli nella diocesi di Osma. Solo nel 2009 venne riconosciuta da una consulta medica l'inspiegabilità della guarigione del parroco di Fuentemolinos, già gravemente malato. Palafox è stato dunque beatificato il 5 giugno 2011.
I suoi scritti furono pubblicati in 15 volumi a Madrid nel 1762.

## Genealogia episcopale e successione apostolica
La genealogia episcopale è:
- Cardinale Tolomeo Gallio
- Vescovo Cesare Speciano
- Patriarca Andrés Pacheco
- Cardinale Agustín Spínola Basadone
- Vescovo Juan de Palafox y Mendoza

La successione apostolica è:
- Vescovo Francisco Diego Díaz de Quintanilla y de Hevía y Valdés, O.S.B. (1640)
- Arcivescovo Fernando Montero Espinosa (1640)
- Arcivescovo Diego de Guevara y Estrada (1642)
- Vescovo Marcos de Torres y Rueda (1645)
- Arcivescovo Juan de Mañozca y Zamora (1645)
- Vescovo Diego López de la Vega (1650)